# Redline (film 2009)
Redline – japoński film animowany z roku 2009 wyreżyserowany przez Takeshiego Koikei i wyprodukowany przez studio Madhouse.

## Fabuła
W niedalekiej przyszłości, ludzie zamienili samochody na poduszkowce i pojazdy antygrawitacyjne, jednak wciąż istnieje grupa zapaleńców, którzy używają naziemnych maszyn z kołami i starymi silnikami. Wspólnie z innymi entuzjastami organizują cykliczną serię bardzo popularnych medialnie wyścigów, których kulminacją jest Redline, ostateczne wyzwanie, którego zwycięzca staje się najlepszym kierowcą w kosmosie. JP, młody ale i niezwykle utalentowany kierowca z Ziemi, nieoczekiwanie dostaje propozycję wzięcia udziału w Redline. Jednak ta edycja super-wyścigu będzie inna od pozostałych- ma się rozgrywać się na planecie, która nie wyraziła oficjalnej zgody na wyścig i ma zamiar bezwzględnie z nim walczyć. Każdy uczestnik startując w zawodach naraża swoje życie, ale dla wielu pokusa jest zbyt wielka. JP i inni śmiałkowie staną przed największym i potencjalnie ostatnim wyzwaniem w ich życiu...

## Postacie
- JP – główny bohater filmu i człowiek którego można poznać z daleka po skórzanych spodniach, ćwiekowanej kurtce i potężnej fryzurze stylizowanej na Elvisa. JP jest młodym idealistą (często uznawanym przez innych wręcz za naiwnego i prostodusznego), którego wielką miłością są wyścigi samochodowe i prędkość. Choć przegrał wyścig kwalifikacyjny Yellowline, gdy dwóch uczestników Redline wycofało się ze startu został wybrany by zastąpić jednego z nich w rankingu popularności przeprowadzonym wśród widzów. JP nosi nieoficjalny przydomek "Sweet", ponieważ jest jednym z ostatnich auto-sportowców którzy nie używają w wyścigach broni i brudnych sztuczek, w całości opierając swoją jazdę na własnych umiejętnościach kierowcy. JP w wyścigach używa samochodu zwanego Transam 2000, który zbudował razem ze swoim przyjacielem Frisbee. Transam to żółta, zwrotna i wręcz nienaturalnie mała na tle innych pojazdów w filmie maszyna; głównie dzięki temu że nie posiada żadnego zajmującego miejsca uzbrojenia i w gruncie rzeczy jest bardzo zbliżona do zwykłego samochodu. Transam zostaje kompletnie przebudowany na potrzeby startu w Redline, zyskując nowy, potężny ale i bardzo niestabilny silnik RZ Airmaster, który nie tylko znacznie zwiększa jego maksymalną prędkość, ale i pozwala JP na użycie dopalacza Nitro aż trzy razy. Głosu JP użyczył Takuya Kimura.

- Sonoshee McLaren – młoda, piękna i niezwykle uzdolniona technicznie kobieta, która jest drugą bohaterką filmu. Sonoshee od najmłodszych lat interesowała się mechaniką i wyścigami samochodowymi, kontynuując długą, rodzinną tradycję, w końcu osiągając niemal szczyt. Poznajemy ją, gdy bierze udział w wyścigu kwalifikacyjnym Yellowline, który zresztą wygrywa po zaciętej walce o pierwszą lokatę z JP. Według jej własnych słów, jedyną miłością jej życia są samochody i prędkość. Wiele wskazuje na to, że z JP łączy ją coś więcej niż tylko rywalizacja, choć sama wydaje się być tego nie świadoma. Dość długo nie wie też, że prasa nadała jej przydomek "Cherry Boy Hunter", którego ani nie lubi ani tym bardziej rozumie. Jako samorodny mechanik, Sonoshee porusza się we własnoręcznie zbudowanej maszynie, Crab Sonishee, który jest pojazdem używającym pionowych silników odrzutowych zamiast kół. Jest to bardzo przemyślany projekt: Crab posiada dopalacze, ukryte silniki manewrowe, odstrzeliwane płyty pancerza, karabiny maszynowe i wiele innych niespodzianek, które mają zapewnić zwycięstwo, a przynajmniej przeżycie, jego kierowcy w wyścigu Redline.

- „Machine Head" Tetsujin” – nikt nie wie czym jest ta postać. Wiele wskazuje na to, że kiedyś był człowiekiem, ale obecnie jest potężnych rozmiarów cyborgiem o ciężkich krokach i metalowej skórze. Tetsujin jest prawdziwą gwiazdą, często nazywaną Mr. Redline jako jedyny w historii kierowcą, który wygrał Redline pięć razy z rzędu i teraz startuje w wyścigu chcąc podbić rekord do sześciu. Machine Head jest produktem własnego sukcesu, czasem zachowując się jak skromny zawodnik z głową na karku, a czasem jak zarozumiały celebryta przekonany o własnej niezwykłości, uważając nawet że stanowi oddzielną ligę od wszystkich pozostałych zawodników. Lubi też zwierzęta i trzyma w domu małego pieska. Tetsujin steruje zdecydowanie największym pojazdem ze wszystkich sportowców, kolosalnym super-ścigaczem Godwing, który był modyfikowany wraz z jego kierowcą przed każdym kolejnym wyścigiem aż do obecnej postaci. Jako cyborg, Machine Head kieruje maszyną podłączając się do niej całym ciałem i w tym połączonym stanie Godwing zdaje się reagować na samą wolę Tetsujina i jest w stanie częściowo się transformować wedle jego oczekiwań.

- Miki i Todoroki – niezwykle energiczny i nierozłączny duet piratów drogowych, który z jakiegoś powodu bardzo przypomina Jackiego Chana i Bruce'a Lee. Choć ich wygląd i zachowanie rzadko kiedy jest poważne (zwłaszcza zwyczaj krzyczenia frazesów o odwadze gdy potrzebują samo-motywacji), są doskonałym zespołem wyścigowym, który bez trudu wygrał wyścig Blueline. Podobnie jak JP, dołączyli do wyścigu Redline w wyniku głosowania widzów. Choć ich główny cel to wygrać wyścig, w równym stopniu zależy im na pokonaniu Gori Ridera, który nieco wcześniej stał się ich nowym przeciwnikiem numer jeden. Miki i Todoroki poruszają się w Semimaru, osobliwej kombinacji super-motocykla i owada o ośmiu odnóżach (pierwszy jako kierowca, drugi jako nawigator i operator broni), która jest nie tylko bardzo zwrotna, ale i potrafi przyczepiać się do różnych powierzchni, w tym innych pojazdów i drążyć podziemne tunele. Semimaru jest też wyposażony w ukryte działo energetyczne, które skutecznie odstrasza wszystkie wrogie jednostki.

- Gori Rider – Gori Rider, przypominający niebieskiego goryla kosmita, to do pewnego stopnia Brudny Harry wśród kierowców Redline. Z zawodu jest oficerem Galaktycznej Policji, tak skutecznym jak i kontrowersyjnym przez swoje metody (a także przez publicznie znany fakt romansowania z zamężną koleżanką z pracy), który do Redline zakwalifikował się właściwie przypadkiem: gdy startujący w wyścigu duet Miki i Todoroki zaczął kiedyś szaleć na autostradzie którą Gori Rider patrolował, policjant zdołał ich dogonić i spacyfikować, czym zaimponował komitetowi Redline tak bardzo, że zaproponowano mu udział w wyścigu. Jego pojazd, Gorilla Tank, to zmodyfikowany, opancerzony czołg Galaktycznej Policji. Maszyna ta nie tylko posiada bardzo wytrzymałą karoserię, szereg różnorakiej broni i zdolność wiercenia podziemnych przejść ale i przewozi w ładowni osobisty motocykl Gori Ridera, na który może się przesiąść gdyby Gorilla Tank nie był w stanie kontynuować wyścigu.

- BoiBoi i BosBos – dwie siostry pochodzące z planety Supergrass, która obecnie przewodniczy komitetowi organizującemu wyścig Redline. Są piękne (i w pełni tego świadome) i przez większość czasu zachowują się jak słodkie idiotki bez większej głębi, choć wiele wskazuje na to, że tylko udają i tak naprawdę są całkiem inteligentne. Siostry, znane w mediach jak SuperBoins, startują w Redline głównie by wspomóc swoją karierę celebrytek i w wywiadzie poprzedzającym wyścig promują swoją najnowszą płytę. Obie siostry są utalentowanymi kierowcami i razem sterują swoim dwu-kabinowym samochodem, Boincar, który wygląda jak sporych rozmiarów różowy dragster. Pozornie uzbrojony tylko w baterię karabinów przy przednich kołach, Boincar może transformować się w humanoidalnego robota (przypominającego kształtami i wyrazem twarzy same siostry). W tej formie maszyna ta jest niezwykle zwinna i może eliminować nawet większych przeciwników w walce wręcz, choć jej zdecydowanie najpotężniejszą bronią jest zdolność wykorzystywania magii planety Supergrass, która pozwala jednostce na niszczenie innych maszyn ledwo je muskając.

- Trava i Shinkai – Trava to niebieskoskóry kosmita z parą charakterystycznych, futrzastych uszu/ skrzydełek na głowie o wojowniczym usposobieniu. Shinkai to humanoid zamiast skóry posiadający krabo-podobny pancerz, będący mechanikiem o dużym żołądku i nieco sprośnym poczuciu humoru. Łączy ich kiedyś wspólnie odbyta służba w armii planety Roboworld (na której jest organizowany najnowszy wyścig Redline), z której razem też uciekli. Podobnie jak JP, ścigają się dla samej prędkości i dreszczyku emocji, dlatego ich samochód Speedmaster jest kolejną klasyczną, nieuzbrojoną (choć wyjątkowo wytrzymałą) maszyną w wyścigu.

- Lynchman i Jonny Boya – osobliwe rodzeństwo, które wyścigi traktuje jako pracę dorywczą, podczas gdy profesjonalnie działają jako łowcy głów, do tego sławnych w całej galaktyce. Obecnie mają też własną wytwórnię filmową sprzedającą nagrania z ich najbardziej spektakularnych polowań, a nawet komitet Redline wynajmuje ich do małej robótki tuż przed wyścigiem. Bracia poruszają się w Lynchcar, przypominającym czarnego skarabeusza superbolidzie, który posiada aktywne zawieszenie pozwalające maszynie na skakanie nad przeszkodami, karabiny, wyrzutnie rakiety, a także wystrzeliwany przedni spojler działający jak hak z łańcuchem.